# Dowaha
Dowaha (الدواحة) è un film del 2009 diretto da Raja Amari.

## Trama
Negli alloggi per la servitù del seminterrato di una grande villa, Aicha vive con la madre e la sorella maggiore. Ogni suo impulso vitale di giovane donna è represso con violenza. Le tre donne vivono segregate dal resto del mondo, il loro isolamento è volontario, nell'ossessivo rispetto della tradizione e della religione. Dalle finestre spiano la vita all'esterno.
Turbata e affascinata dalla giovane coppia moderna che si è trasferita a vivere nella villa, Aicha cerca un contatto con la superficie. Ma l'incontro con il mondo reale, superato il limite che li separa, altera gli equilibri precari tra le tre donne e ne svela i segreti sepolti.

## Riconoscimenti
- 2010 - Festival del Cinema Africano, d'Asia e America Latina di Milano
  - Miglior film africano
- 2009 - Festival di cinema africano di Verona
  - Menzione speciale